# Goldberg
Goldberg je naselje v Občini Dole na Zilji v Okraju Šmohor na Koroškem v Avstriji.